# Skarb z Loch Arkaig

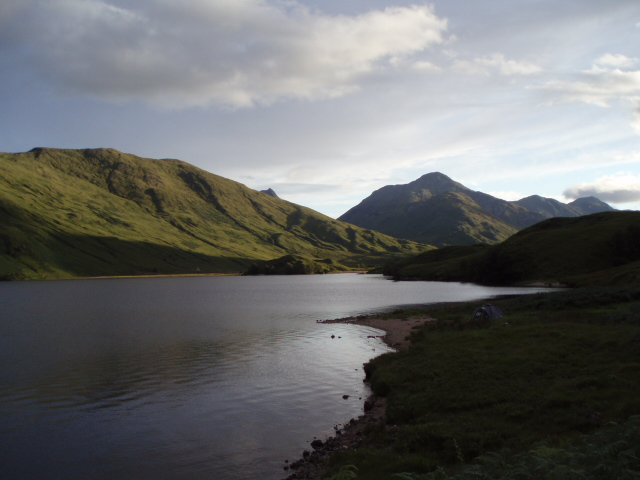
Loch Arkaig.

Skarb z Loch Arkaig, znany też jako złoto Jakobitów – tym sformułowaniem określa się dużą sumę pieniężną, dostarczoną przez Hiszpanię w celu sfinansowania powstania Jakobitów w Szkocji w 1745 r. Plotki głoszą, że skarb jest nadal ukryty w jeziorze Loch Arkaig w Lochaber.

## Tło historyczne
W 1745 roku książę Karol Edward Stuart (zwany także Bonnie Prince Charlie) przybył do Szkocji z Francji, roszcząc pretensje do tronu Szkocji, Anglii oraz Irlandii w imieniu swojego ojca, Jakuba Franciszka Edwarda Stuarta. Karol zapewniał, że jego starania są wspierane przez króla Francji, Ludwika XV Burbona oraz że nadejście wojsk francuskich jest bliskie. W rzeczywistości Francja miała niewielki interes w angażowaniu się w sprawy Stuartów. Natomiast, pewne finansowe wsparcie zostało dostarczone przez Hiszpanię oraz papieża Benedykta XIV.
Hiszpania zobowiązała się łożyć 400 000 liwrów na miesiąc na sprawę Jakobitów. Jednakże, dostarczenie tych pieniędzy do powstańczej armii sprawiało trudność. Pierwsza rata (posłana przez brata Karola, Henryka, mieszkającego we Francji) została wysłana w 1745 r. Francuski slup Hazard (przemianowany na Prince Charles) szczęśliwie dobił do brzegu na zachodnim wybrzeżu Szkocji. Na nieszczęście dla Jakobitów, bogactwa zostały niedługo potem przechwycone przez członków klanu Mackay, lojalnych wobec króla Jerzego.

## Skarb na szkockiej ziemi

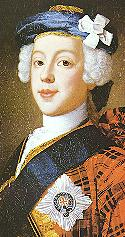
Książę Karol.

W kwietniu 1746 r. statki Mars i Bellona przybyły do Szkocji z 1 200 000 liwrów (następna hiszpańska rata powiększona o francuski dodatek). Jednakże mając na uwadze porażkę wojsk Jakobitów 16 kwietnia w bitwie pod Culloden, 30 kwietnia statki odpłynęły pozostawiając tylko hiszpańskie pieniądze w Loch nan Uamh w Arisag (w tym samym miejscu w którym książę Karol wysiadł na szkocki ląd rok wcześniej i z którego później odpływał do Francji). W ten sposób siedem szkatuł z hiszpańskim złotem znalazło się w Szkocji. W tym czasie sprawa Jakobitów była już przegrana, armia pozostawała w rozsypce a książę i jego porucznicy ukrywali się. Pieniądze służyły do wspierania jakobickich członków klanów (narażonych na wyjątkową brutalność ze strony wojsk rządowych pod wodzą księcia Williama, Duke'a of Cumberland) oraz były pomocne w ułatwieniu ucieczki czołowych Jakobitów na kontynent.
Sześć szkatuł (jedna została skradziona przez McDonalda) zostało zabranych nad Loch Arkaig (na północ od Fort William) i tam ukrytych. Ich sekret został powierzony Johnowi Murrayowi, jednemu z jakobickich zbiegów. Murray zaczął rozdział pieniędzy wśród naczelników klanów, ale kiedy został zatrzymany przez władze skarb został powierzony naczelnikowi klanu Cameron - Donaldowi Cameronowi, a później Macphersonowi of Cluny, głowie klanu Macpherson. Macpherson ukrywał się w jaskini w Ben Alder, która od tego czasu jest znana jako „the cage” (klatka) i kiedy Karol wkrótce dołączył do niego, Macpherson uzyskał kontrolę nad pieniędzmi, które nadal były ukryte w Arkaig.

## Poszukiwania

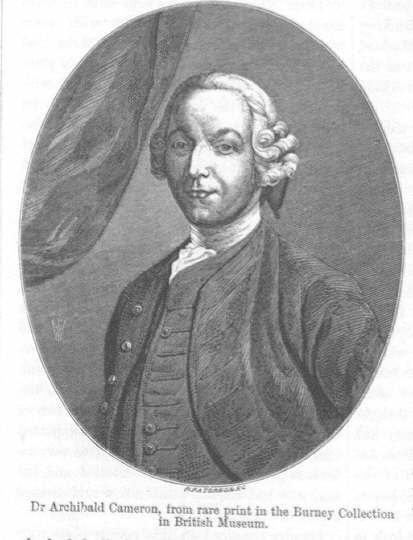
Dr Archibald Cameron of Locheil (1707–1753).

Karol finalnie opuścił Szkocję na pokładzie francuskiej fregaty L'Heureux i przybył do Francji we wrześniu 1746 r. Jednak los skarbu nadal pozostaje nieznany. Uważa się, że Macpherson zachował kontrolę na pieniędzmi i podczas długich lat bycia zbiegiem uczestniczył w próbach mających na celu sfinansowanie kolejnych powstań. Faktycznie, pozostawał w ukryciu w swojej klatce w Highlands przez następne osiem lat. Tymczasem, borykający się z trudnościami finansowymi, Karol w dalszym ciągu poszukiwał swoich pieniędzy. Uważa się, że całość złota nigdy nie została znaleziona. Karol, lata później, oskarżył Macphersona o malwersację. Złoto stało się źródłem niezgody i pretensji wśród ocalałych Jakobitów.
W 1753 r. Archibald Cameron, sekretarz Jakuba Franciszka Edwarda Stuarta, został wysłany z powrotem do Szkocji w celu odnalezienia skarbu. Jednak podczas pobytu w Brenachyle nad Loch Katrine został zdradzony, najprawdopodobniej przez hanowerskiego szpiega Alestaira Ruadha MacDonnella, i aresztowany. Został oskarżony za udział w powstaniu z 1745 roku i 7 czerwca 1753 r. powieszony w Tyburn (był ostatnim zgładzonym Jakobitą).
Dalsza historia skarbu pozostaje niejasna. Dokumenty Stuartów (obecnie w posiadaniu Elżbiety II) zawierają wiele skarg, roszczeń i oskarżeń pomiędzy naczelnikami klanów z Highlands a pozostającymi na wygnaniu Jakobitami odnośnie do dalszych losów pieniędzy. Historyk Andrew Lang, jeden z pierwszych ludzi, którzy badali dokumenty od czasu kiedy Walter Scott zdobył je dla Korony, zanotował w swojej książce Pickle the Spy (1897) o nieczystych intrygach Karola i jego ojca mających na celu odzyskanie skarbu. Dokumenty Stuartów zawierają również, pochodzący z około 1750 roku, rachunek sporządzony w Rzymie przez Archibalda Camerona, który zaznaczał, że Macpherson nigdy się nie rozliczył (bądź nie mógł się rozliczyć) z pieniędzy.
Zgodnie z kronikami klanu Cameron, niektóre francuskie złote monety były znajdowane w ziemi w latach 50. XIX wieku.

## Odniesienia literackie
Sprawa skarbu z Loch Arkaig została wykorzystana przez Nigela Trantera w jego opowiadaniu Gold for Prince Charlie.